# ヴィアー・ポーレット (第3代ポーレット伯爵)
第3代ポーレット伯爵ヴィアー・ポーレット（英語: Vere Poulett, 3rd Earl Poulett、1710年5月18日 – 1788年4月14日）は、グレートブリテン王国の貴族、政治家。庶民院議員（在任：1741年 – 1747年）を務めた。

## 生涯
初代ポーレット伯爵ジョン・ポーレットとブリジット（Bridget、旧姓バーティー（Bertie）、1682年以前 – 1748年3月23日、ペレグリン・バーティーの娘）の三男として、1710年5月18日に生まれた。トーントン・グラマー・スクールで教育を受けた。その後、1729年5月19日にオックスフォード大学クライスト・チャーチに入学した。1733年、リンカーン法曹院に入学した。
1741年イギリス総選挙で首相ロバート・ウォルポールの支持を受け、ブリッジウォーター選挙区から出馬して当選した。1744年初まで与党を支持したものの、以降は反対に転じ、1747年イギリス総選挙では与党の支持を得られず兄ペレグリンが代わりに当選した。ペレグリンが1752年に死去した後も庶民院議員に復帰することはなかった。
1764年11月5日に兄ジョンが未婚のまま死去すると、ポーレット伯爵の爵位を継承した。
1771年1月にデヴォン統監に任命され、1788年に死去するまで務めた。
1788年4月14日に死去、長男ジョンが爵位を継承した。

## 家族
1755年3月4日、メアリー・バット（Mary Butt、1732年8月24日洗礼 – 1819年4月26日、リチャード・バットの娘）と結婚、2男をもうけた。
- ジョン（1756年4月3日 – 1819年1月14日） - 第4代ポーレット伯爵[7]
- ヴィアー（英語版）（1761年5月 – 1812年3月15日） - 庶民院議員。1789年までにビーチャー氏（Beecher）と結婚、子供あり[8]